# リカーマウンテン
株式会社リカーマウンテン（英：Liquor Mountain Co., Ltd.）は、酒類のチェーンストアを展開する企業。通称はリカマン。

## 概要
1990年（平成2年）に会社を設立し、翌年滋賀県東浅井郡虎姫町（現在の長浜市）に虎姫本店を開店。2006年（平成18年）に京都市下京区に京都本社を開設したが、本店は現在も滋賀県長浜市に置いている。
京都と滋賀を中心に、2024年1月時点で北海道から沖縄県まで1都1道2府32県に計191店舗を展開している。

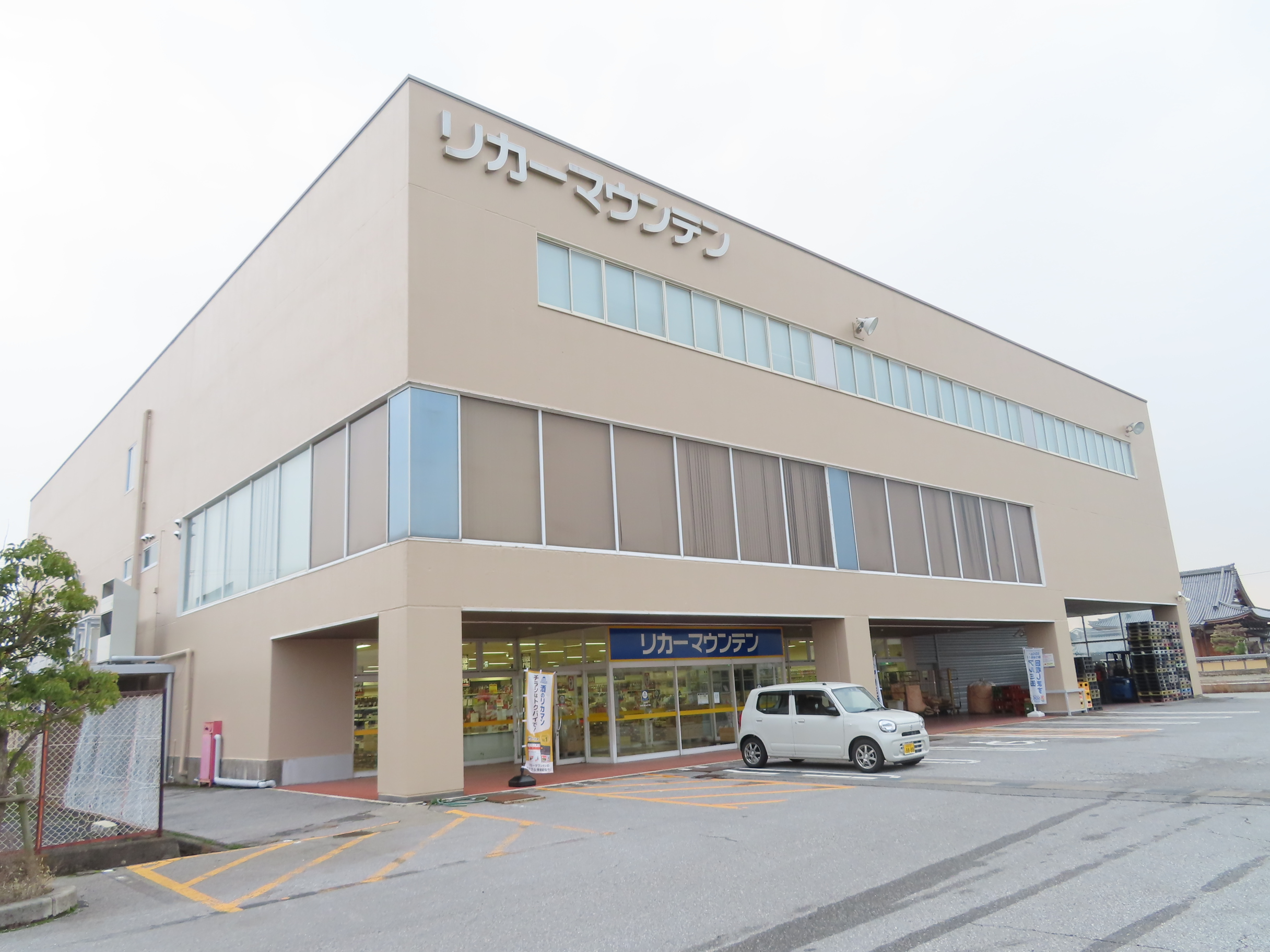
虎姫本店

## 業務内容
- 酒類・食品の小売
- ワインなどの酒類・食品の直輸入・卸売・販売